# 伯利兹的伊斯兰教
伊斯蘭教是貝里斯人口最少的宗教信仰之一，貝里斯是一個以基督教為主要宗教信仰的國家。貝里斯信奉伊斯蘭教之人數的統計數據估計貝里斯穆斯林總人口為577人，佔貝里斯總人口的0.2%。目前有一個貝里斯伊斯蘭傳教團（IMB），總部設在貝里斯市。
自2013年以來，全球艾哈邁迪亞穆斯林大會出現了快速增長的活力。他們擁有來自貝里斯各地的約200名穆斯林成員。他們在貝里斯擁有三座清真寺。